# Kościół Braterski w Czeskim Cieszynie
Kościół Braterski w Czeskim Cieszynie – protestancki kościół, użytkowany przez zbór Kościoła Braterskiego w Czeskim Cieszynie.

## Historia
Budynek kościoła został wybudowany przez zbór Ewangelickiego Kościoła Czeskobraterskiego w Czeskim Cieszynie w latach 1928–1929. Prace przeprowadziło przedsiębiorstwo Emila Ženatého z Morawskiej Ostrawy według projektu Edwarda Davida. Uroczystość poświęcenia ukończonego obiektu miała miejsce 16 czerwca 1929.
Po II wojnie światowej właścicielem kościoła pozostał Ewangelicki Kościół Czeskobraterski, który pozyskał również kościół „Na Rozwoju”, będący wcześniej własnością Niemieckiego Kościoła Ewangelickiego w Czechach, na Morawach i na Śląsku. 
W 1964 użytkownikiem kościoła przy ul. Frýdecké został zbór Kościoła Braterskiego, jednocześnie był on także wynajmowany Kościołowi Adwentystów Dnia Siódmego.
W 2002 obiekt został odkupiony od Ewangelickiego Kościoła Czeskobraterskiego przez Kościół Braterski. Nabożeństwa Kościoła Adwentystów Dnia Siódmego były w nim prowadzone do 2008, kiedy zbór adwentystyczny otwarł własny budynek, wobec czego od tej pory jedynym użytkownikiem kościoła pozostaje zbór Kościoła Braterskiego.

## Architektura
Budynek powstał na planie centralnym, posiada wymiary 18 metrów szerokości, 23 m długości i 22 wysokości. Wyposażony jest w przedsionek oraz dwie wieże. Wystrój głównej sali nabożeństw, przykrytej ostrosłupowym dachem, jest prosty i utrzymany w duchu wiedeńskiego modernizmu architektonicznego, natomiast gzyms korony nawiązuje do ekspresjonizmu niemieckiego.